# The Boy Is Mine
The Boy Is Mine (englisch für „Der Junge gehört mir“) ist ein Lied der US-amerikanischen R&B-Sängerinnen Brandy und Monica aus dem Jahr 1998.

## Entstehung und Veröffentlichung
Das Lied wurde von der Interpretin Brandy selbst, zusammen mit den Koautoren LaShawn Daniels, Rodney Jerkins, Fred Jerkins III und Japhe Tejeda, getextet beziehungsweise komponiert. Brandy und Jerkins zeichneten darüber hinaus mit Dallas Austin auch für die Produktion verantwortlich.
Die Erstveröffentlichung von The Boy Is Mine erfolgte als Single am 19. Mai 1998 bei Atlantic Records. Diese erschien als CD-Maxi-Single, die weltweit in verschiedenen Ausführungen veröffentlicht wurde, die sich durch die Anzahl und Auswahl der B-Seiten unterschieden. In Deutschland erschien diese unter anderem mit drei Remixen als B-Seite (Katalognummer: 7567-84109-2). Am 8. Juni 1998 erschien das Lied als Teil von Brandys zweiten Studioalbum Never Say Never (Katalognummer: Atlantic 7567-83039-2) sowie am 14. Juli 1998 als Teil von Monicas zweiten Studioalbum The Boy Is Mine (Katalognummer: Arista 07822-19011-2).

## Hintergrund
Zur Zeit der Veröffentlichung kursierte das Gerücht, Brandy und Monica seien verstritten. Beide dementierten dies, Brandy äußerte sich dazu: „We took the song and brought humor to a situation that people had tried to make so serious“. (Wir wählten den Song, um Humor in eine Situation zu bringen, die viele Leute versuchten aufzubauschen.) Nachdem Versuche der gemeinsamen Aufnahme in Darkchilds Studio gescheitert waren, nahm Monica ihren Part mit Dallas Austin separat auf. Das Thema des Songs lehnt sich konzeptionell an das erfolgreiche Duett von Paul McCartney und Michael Jackson The Girl Is Mine an, hat aber musikalisch nichts mit dem Song zu tun. Der Refrain wurde 1999 von Mobb Deep und Nas im Song It’s Mine verarbeitet: It’s Mine und The Boy Is Mine ähneln sich im Bezug auf Melodie und Text. The Boy Is Mine: „You need to give it up/Had about enough/It’s not hard to see/The boy is mine“. It’s Mine: (gesungen von Nas): „Y’all need to give it up/We don’t give a fuck/What y’all niggas want/Thug life is mine“.

## Preise
This Boy Is Mine wurde für mehrere Preise nominiert und ausgezeichnet. Das Duett gewann unter anderem drei Billboard Music Awards, einen Grammy Award und einen BMI Pop Award, darüber hinaus erhielt der Song weitere zwei MTV Video Music Award-, zwei Soul Train Music Award-, drei Grammy Award- und zwei Image Award-Nominierungen.

## Kommerzieller Erfolg

### Chartplatzierungen
The Boy Is Mine kam in diversen Ländern, u. a. in Deutschland, der Schweiz, Kanada und Australien in die Top 5. In den USA stand die Single 13 Wochen auf Platz 1, in Kanada war der Song sogar 15 Wochen Nummer 1. Das Lied hielt sich zudem 35 Wochen in den französischen Charts.
| ChartsChartplatzierungen       | Höchstplatzierung | Wochen |
| ------------------------------ | ----------------- | ------ |
| Deutschland (GfK)              | 5 (23 Wo.)        | 23     |
| Österreich (Ö3)                | 6 (16 Wo.)        | 16     |
| Schweiz (IFPI)                 | 3 (23 Wo.)        | 23     |
| Vereinigte Staaten (Billboard) | 1 (27 Wo.)        | 27     |
| Vereinigtes Königreich (OCC)   | 2 (31 Wo.)        | 31     |

| ChartsJahrescharts (1998)      | Platzierung |
| ------------------------------ | ----------- |
| Deutschland (GfK)              | 17          |
| Österreich (Ö3)                | 22          |
| Schweiz (IFPI)                 | 13          |
| Vereinigte Staaten (Billboard) | 2           |
| Vereinigtes Königreich (OCC)   | 18          |

### Auszeichnungen für Musikverkäufe
In den USA erreichte die Single doppelten Platin-Status mit über 2 Millionen verkauften Einheiten. Außerhalb der Staaten erhält die Single für weltweit über fünf Millionen verkaufte Kopien die Goldene Schallplatte in Deutschland, Vereinigtes Königreich, Norwegen und der Schweiz und die Platin-Schallplatte in Australien und Frankreich.
| Land/Region                  | Auszeichnungen für Musikverkäufe (Land/Region, Auszeichnung, Verkäufe) | Verkäufe  |
| ---------------------------- | ---------------------------------------------------------------------- | --------- |
| Australien (ARIA)            | Platin                                                                 | 70.000    |
| Belgien (BRMA)               | Platin                                                                 | 50.000    |
| Deutschland (BVMI)           | Gold                                                                   | 250.000   |
| Frankreich (SNEP)            | Platin                                                                 | 500.000   |
| Neuseeland (RMNZ)            | Platin                                                                 | 10.000    |
| Niederlande (NVPI)           | Platin                                                                 | 75.000    |
| Norwegen (IFPI)              | Gold                                                                   | 10.000    |
| Schweden (IFPI)              | Platin                                                                 | 30.000    |
| Schweiz (IFPI)               | Gold                                                                   | 25.000    |
| Vereinigte Staaten (RIAA)    | 2× Platin                                                              | 2.000.000 |
| Vereinigtes Königreich (BPI) | 2× Platin                                                              | 1.200.000 |
| Insgesamt                    | 3× Gold · 10× Platin ·                                                 | 4.220.000 |